# Field Mill
Das Field Mill (kurz The Mill genannt) ist ein Fußballstadion in der englischen Stadt Mansfield, Nottinghamshire. Der Drittligist Mansfield Town trägt hier seit der Saison 1919/20 seine Heimspiele aus. Die Anlage verfügt in voller Kapazität über 10.000 überdachte Sitzplätze, wobei diese aufgrund Sicherheitsbedenken seit 2013 auf 9186 Sitzplätze reduziert ist.

## Geschichte
Das Field Mill selbst wurde 1861 eröffnet und ist damit das zweitälteste Stadion, in welchem immer noch professionell Fußball gespielt wird, da jedoch in der als das älteste Stadion bekannten Bramall Lane erst ab 1862 Fußball gespielt wurde, wird das Field Mill auch oft als das älteste Fußball-Stadion betitelt. Die erste befestigte Tribüne wurde dabei erst 1922 errichtet und entstand auf der Seite, an der sich heute die West Stand Tribüne befindet. Alle weiteren Tribünen waren zu diesem Zeitpunkt Erd- und Aschehügel. Die zweite befestigte Tribüne entstand sieben Jahre später 1929 an der Bishop Street, was wiederum den heutige Name der Tribüne als Bishop Street Stand begründet. Die Tribünen North Stand und South Stand wurden 1947 bzw. 1957 ebenfalls als befestigte Tribünen gebaut. Erste Ausbauten am West Stand wurden von 1966 bis 1971 durchgeführt. Ab 1995 kursierten Pläne zum Bau eines neuen Stadions, da die Field Mill als veraltet galt, diese Pläne wurden jedoch letztendlich verworfen. In der Zeit zwischen 1999 und 2001 wurden weitere Auf- und Ausbauten vorgenommen. Am 28. Juli 2001 wurde das Stadion in seiner jetzigen Form fertiggestellt. 
Seit April 2012 trägt die Heimat von Mansfield Town den Sponsorennamen One Call Stadium, nach dem Versicherer One Call Insurance.

### World Padel Academy
Ende November 2024 wurde auf dem Gelände des One Call Stadium eine neue Anlage der in den Vereinigten Arabischen Emiraten ansässigen World Padel Academy (WPA) in Mansfield eröffnet.